# Катыхин, Эдуард
Эдуард Катыхин — художник и иллюстратор, часто работает с пластилином.

## Биография
Родился в 1973 году поблизости от Курчатовской АЭС.
Окончил отделение графики на факультете дизайна Харьковского художественно-промышленного института, а также Курский педагогический институт.

## Деятельность
Участвовал более чем в 25-ти групповых международных выставках карикатуры и графики. Побеждал в международном конкурсе карикатур, проводившемся в Бельгии и конкурсе «ЛУЧШАЯ ФОТОИСТОРИЯ», проводившемся MTV Россия. В 2006 году на фестивале комиксов КомМиссия персонаж Катыхина был выбором компании URBANVYNIL за лучшего персонажа. В 2008 году на международном фестивале рекламы «Каннские львы» получил приз Silver Lions / Press Lions.
Одна из самых растиражированных работ Катыхина — обложка альбома группы «Ногу свело», который называется «Счастлива, потому что беременна: Зелёный альбом». Работы Катыхина представлены в Московском музее современного искусства, а также в частных коллекциях.